# Кимура Паркер, Джон
Джон Кимура Паркер (англ. Jon Kimura Parker; род. 25 декабря 1959, Ванкувер) — канадский пианист.
Начал учиться музыке в своём родном городе у своего дяди Эдуарда Паркера, дебютировал с Ванкуверским молодёжным оркестром в пятилетнем возрасте. В дальнейшем занимался у различных канадских специалистов, а затем окончил Джульярдскую школу под руководством Адели Маркус, там же в 1988 г. получил степень доктора музыки. В 1983 г. стал первым лауреатом Премии Вирджинии Паркер, учреждённой для молодых музыкантов в Канаде. Начал международную карьеру с победы на Международном конкурсе пианистов в Лидсе (1984).
По мнению критика, музыка звучит у Паркера «„правильно“, без экстравагантности и эксцентричности; он изобретателен, изящен и берёт за душу». Кимуру Паркера отличает, однако, манера исполнять на бис разного рода неожиданные номера (в частности, из репертуара Элтона Джона, Оскара Питерсона, Билли Джоэла, Арта Тейтума), а однажды он, по собственному признанию, использовал в каденции к известнейшему 21-му концерту Моцарта тему из музыки к сериалу «Звёздный путь».
Кимура Паркер известен также своими благотворительно-просветительными акциями. Он, в частности, дал благотворительный новогодний концерт в Сараево в 1995 году, является (наряду с Марком Андре Амленом и Андре Лаплантом) одним из участников «фортепианной шестёрки» — группы канадских пианистов, участвующих в концертных программах в отдалённых районах своей страны.
Среди записей Кимуры Паркера — фортепианный концерт Сэмюэла Барбера, произведения Шопена, Чайковского, Прокофьева. Он преподаёт в Школе музыки Шеферда при Университете Райса в Хьюстоне.